# Bent Schmidt-Hansen
Bent Schmidt-Hansen (Horsens, 27 de noviembre de 1946-Ibídem, 1 de julio de 2013) fue un jugador de fútbol profesional danés que jugaba en la demarcación de centrocampista.

## Biografía
Bent Schmidt-Hansen debutó en 1966 a los 20 años de edad con el AC Horsens. Tras jugar durante una temporada en el club fue traspasado al PSV Eindhoven. Jugó un total de ocho temporadas, en las que jugó un total de 212 partidos en los que marcó 52 goles. Además ganó 2 Eredivisies y una copa de los Países Bajos.
Schmidt-Hansen además fue convocado por la selección de fútbol de Dinamarca haciendo su debut en julio de 1966 en un partido amistoso contra Inglaterra, jugando un total de ocho partidos.
Bent Schmidt-Hansen falleció a los 66 años de edad el 1 de julio de 2013.

## Clubes
| Club          | País         | Año       | Partidos | Goles |
| ------------- | ------------ | --------- | -------- | ----- |
| AC Horsens    | Dinamarca    | 1966-1967 | ¿?       | ¿?    |
| PSV Eindhoven | Países Bajos | 1967-1975 | 212      | 52    |

## Palmarés
PSV Eindhoven
- Eredivisie (2): 1974-75 y 1975-76.
- Copa de los Países Bajos: 1973-74